# Ubaíra
Ubaíra is een gemeente in de Braziliaanse deelstaat Bahia. De gemeente telt 21.428 inwoners (schatting 2009).

## Aangrenzende gemeenten
De gemeente grenst aan Amargosa, Brejões, Cravolândia, Jiquiriçá, Santa Inês, Teolândia en Wenceslau Guimarães.